# Vitis chungii
Vitis chungii är en vinväxtart som beskrevs av Metcalf. Vitis chungii ingår i släktet vinsläktet, och familjen vinväxter. Inga underarter finns listade i Catalogue of Life.